# Maximilienne Ngo Mbe

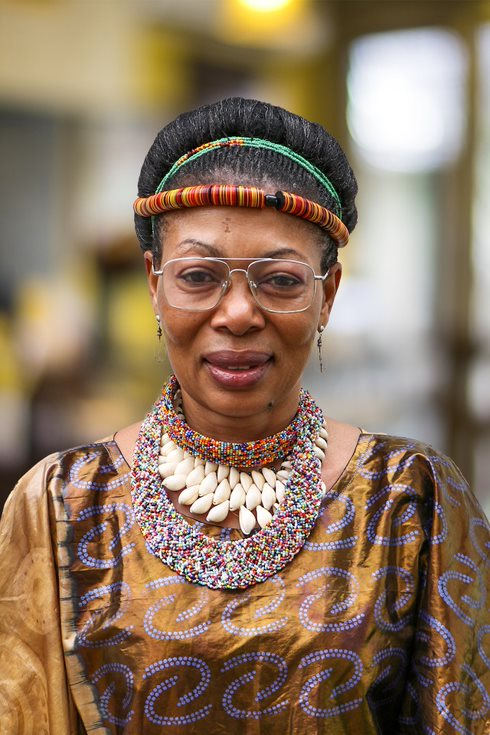
Maximilienne Ngo Mbe (2021)

Maximilienne Chantal Ngo Mbe (* 1972) ist eine kamerunische Menschenrechtsaktivistin. Sie leitet das Réseau des Défenseurs des Droits Humains en Afrique Centrale (REDHAC).

## Biographie
2007 wurde Maximilienne Ngo Mbe Rechtsberaterin des Réseau de Défenseurs des Droits Humains de l’Afrique Centrale (dt.: Netz der Verteidiger der Menschenrechte in Zentralafrika) (REDHAC). Seit 2010 leitet sie die im westkamerunischen Douala ansässige Organisation. REDHAC war in acht Ländern Zentralafrikas vertreten, nämlich der Demokratischen Republik Kongo, Kamerun, Tschad, Gabun, der Zentralafrikanischen Republik, der Kongo-Brazzaville, Äquatorialguinea und São Tomé und Príncipe.
Ngo Mbe ist Schatzmeisterin des African Democracy Network und Mitglied im Vorstand des Pan African Human Rights Defenders Network.
Sie arbeitete als Wahlbeobachterin und Beraterin für die Afrikanische Union.
Im Februar 2020 kritisierte sie den Umgang der Regierung mit dem Ngarbuh-Massaker, bei dem 22 Zivilisten von Soldaten im Rahmen der Auseinandersetzungen mit Separatisten in den englischsprachigen Landesteilen getötet wurden (Anglophone Krise).

## Privates
2013 zog Ngo Mbe mit ihren Kindern nach Frankreich, um sie zu beschützen. Sie wird seit 2017 in den sozialen Medien belästigt, wo man ihr vorwirft, sich „an Westler verkauft“ zu haben.

## Auszeichnungen
- 2016 Deutsch-Französischer Preis für Menschenrechte und Rechtsstaatlichkeit[7]
- 2021 International Women of Courage Award[8][9]
- 2022 Robert F. Kennedy Human Rights Award[10]